# Kunstige blomster
 Der er for få eller ingen kildehenvisninger i denne artikel, hvilket er et problem. Du kan hjælpe ved at angive troværdige kilder til de påstande, som fremføres i artiklen.

Kunstige blomster er efterligninger af naturlige blomster, der anvendes som dekoration. 
De første kunstige blomster var lavet af papir, der blev dyppet i voks. I dag fremstilles kunstige blomster af flere forskellige materialer, eksempelvis tekstil, plastik, kunstsilke, diverse skum-materialer og silke. Fremstillingen kan ske industrielt eller i hånden. 
Kunstige blomster har været fremstillet langt tilbage i tiden. De gamle egyptere fremstillede kunstige blomster af horn farvet i forskellige farver og nogle gange også med tynde lag af kobber over materialet. I Det gamle Rom blev anvendt en teknik med imitation af blomster med voks.